# Nathalie Tortel
Nathalie Tortel (née le 10 juillet 1965 à Toulon en Provence) est une patineuse française de la catégorie des couples. Elle a été trois fois championne de France de 1981 à 1983 avec deux  partenaires différentes : Xavier Videau  (deux premières années) et Xavier Douillard.

## Biographie

### Carrière sportive
Nathalie Tortel domine le patinage artistique par couple en France pendant trois années consécutives, de 1981 à 1983.
Après des débuts en solo, elle a pour premier partenaire  Xavier Videau . Ensemble, ils deviennent champions de France et remportent deux titres nationaux (1981 et 1982). Ils participent à un championnat d'Europe du 2 au 7 février 1982 à Lyon où ils se classent 8e, et aux championnats du monde de patinage artistique 1982 à Copenhague où ils prennent la 12e place.
Ils participent également à d'autres compétitions : Grand prix de Saint-Gervais en 1981 où ils terminent classés 3e et à l'Internationaler Senioren-Wettbewerb Nebelhorn-Trophy 1981 à Oberstdorf.
En 1983, elle change de partenaire et patine avec Xavier Douillard. Elle obtient avec lui son troisième titre de champion de France. Ensemble ils participent au championnat d'Europe à Dortmund.
À la fin de la saison 1983-1984, après l'arrêt de son partenaire, elle quitte le patinage amateur.

## Palmarès
Avec deux partenaires :
- Xavier Videau (2 saisons : 1980-1982)
- Xavier Douillard (1 saison : 1982-1983)

| Compétition             | 1981 | 1982 |  | 1983 |  |  |  |  |  |  |  |  |  |  |
| Jeux olympiques d'hiver |      |      |  |      |  |  |  |  |  |  |  |  |  |  |
| Championnats du monde   |      | 12e  |  |      |  |  |  |  |  |  |  |  |  |  |
| Championnats d’Europe   |      | 8e   |  | 10e  |  |  |  |  |  |  |  |  |  |  |
| Championnats de France  | 1re  | 1re  |  | 1re  |  |  |  |  |  |  |  |  |  |  |
|                         |      |      |  |      |  |  |  |  |  |  |  |  |  |  |